# Університет Трієста
45°39′31″ пн. ш. 13°47′35″ сх. д. / 45.6585° пн. ш. 13.79318° сх. д.
Університет Трієста (італ. Università degli Studi di Trieste, скор. «UniTS») — університет в Італії.
Був заснований 1924 року, складається з 10 кафедр (факультетів), має широкий спектр університетських курсів, налічує близько 15000 студентів і 1000 професорів. У рейтингу «Times Higher Education World University Rankings» за 2014 рік зайняв друге місце серед італійських університетів і 201-е місце у світі.

## Історія
Був створений за указом короля 8 серпня 1924 року на основі вже існуючої вищої торгової школи («Superior School in Commerce»). Будівлю, в якій досі перебуває директивна рада і деякі факультети, було спроектовано архітекторами Рафаелло Фаньоні (Raffaello Fagnoni) та Умберто Нордіо (Umberto Nordio); перший камінь у його фундамент був закладений на урочистій церемонії 19 вересня 1938 року в присутності прем'єр-міністра Італії.
Друга світова війна сповільнила розвиток університету. Місто довгий час було вільною територією Трієст. 1954 року Трієст було повернуто Італії, в університеті було утворено нові факультети (останній з них — факультет архітектури в 1998 році).
Випускниками університету стало багато відомих особистостей, зокрема: Роберто Фіко, Альдо Відуссоні, Лука Вісентіні, Ламберто Заньєр.